# Ван Жун
Ван Жун (王融, 467 —493) — китайський політичний діяч та поет часів династії Південної Ці, учасник літературного об'єднання Вісім друзів з Цзінліна.

## Життєпис
Походив з аристократичного роду Ван (ланьєської гілки), члени якого у IV—V ст. перебували біля керма влади. Сам він, будучи людиною вкрай честолюбною і амбітним (що постійно підкреслюється його біографами), усіма силами рвався вже в молоді роки до ключових державних постів. Почавши службу з посади секретаря-ад'ютанта при одному з принців крові і незабаром отримавши високе військове звання ніншо цзянцзюнь (полководець, що зачинає порядок), він увійшов до вищої столичної еліти династі Південна Ці.
Ван Жун зумів заслужити особливе до себе ставлення у головних членів династії з роду Сяо — імператора У-ді та обох його старших синів: спадкоємця трону Вень-хуея і цзінлінського князя Цзи-ляна. Вже у 20 років він обіймав високий посаду заступника начальника Імператорського секретаріату (Чжуншу лан), розраховуючи незабаром стати канцлером.
Втім після смерті імператора У-ді та початку внутрішніх чвар, його звинуватили в злочинах проти трону і стратили у 493 році.

## Творчість
Поетичний доробок Ван Жуна складається з 2 од, 1 прозопоетічного твору «Саньюе саньжи цюй шуйши сюй» («Передмова до віршів про Свято 3-го дня 3-го місяця у хвилястій річці»), а також близько 100 віршованих праць (42 в жанрі юефу, решта — ши). Основна тематика — панегирики, твори на даосько-релігійні теми. Найвідомішими віршами є «П'ять віршів про подорожі до бессмертних», «Уславлюю запону», «Сім пісень про присвітлого князя Ці» «Дванадцять пісень про закон-дхарми».
Лірика Ван Жуна демонструє оригінальну творчу манеру, дещо нагадує поезію Цао Цао. Йдеться про свободу самовираження, сміливих поривах натхнення, які втілюються в барвисті образи і ефектні рядки. Твори відзначаються також піднесеністю, оптимизмом, відсутність в них навіть натяку на внутрішні гризоти і скорботні думи.